# ÖFB-Cup 1958-1959
La ÖFB-Cup 1958-1959 è stata la 25ª edizione della coppa nazionale di calcio austriaca.

## Ottavi di finale
| Squadra 1          | Risultato | Squadra 2      |
| ------------------ | --------- | -------------- |
| 7 maggio 1959      |           |                |
| Austria Salisburgo | 2 - 1     | Fohnsdorf      |
| ÖMV Stadlau        | 1 - 2     | Wacker Wien    |
| Grazer AK          | 5 - 1     | Schwechat      |
| LASK               | 0 - 1     | First Vienna   |
| VSE St. Pölten     | 1 - 8     | Rapid Vienna   |
| Vorwärts Steyr     | 1 - 0     | Kapfenberger   |
| Wiener SC          | 1 - 2     | Wiener AC      |
| WSV Donawitz       | 0 - 3     | Austria Vienna |

## Quarti di finale
| Squadra 1          | Risultato   | Squadra 2      |
| ------------------ | ----------- | -------------- |
| 27 maggio 1959     |             |                |
| Rapid Vienna       | 2 - 1       | Austria Vienna |
| First Vienna       | 1 - 0       | Vorwärts Steyr |
| 28 maggio 1959     |             |                |
| Austria Salisburgo | 1 - 2 (dts) | Grazer AK      |
| Wacker             | 1 - 3       | Wiener AC      |

## Semifinale
| Squadra 1      | Risultato | Squadra 2 |
| -------------- | --------- | --------- |
| 9 giugno 1959  |           |           |
| First Vienna   | 1 - 4     | Wiener AC |
| 17 giugno 1959 |           |           |
| Rapid Vienna   | 3 - 0     | Grazer AK |

## Finale
| Squadra 1      | Risultato | Squadra 2    |
| -------------- | --------- | ------------ |
| 24 giugno 1959 |           |              |
| Wiener AC      | 2 - 0     | Rapid Vienna |